# 張夫人 (宋武帝)
張夫人（ちょうふじん、? - 426年）は、南朝宋の武帝劉裕の夫人（側室）。少帝劉義符の母。諱および出身は知られていない。

## 経歴
東晋の義熙初年に劉裕の寵愛を得て、劉義符と劉恵媛（義興恭長公主）を産んだ。永初元年（420年）、夫人に立てられた。永初3年（422年）、少帝が即位すると、皇太后に立てられ、永楽宮と称された。景平2年（424年）5月、少帝が廃位されると、張氏は太后の璽綬を返還して、呉県に移り住んだ。同年、営陽王太妃となった。元嘉3年（426年）、死去した。

## 伝記資料
- 『宋書』巻41 列伝第1
- 『南史』巻11 列伝第1